# 7.6.9.6.
7.6.9.6. is een studioalbum van Spinvis uit 2020.  
Erik de Jong, de man achter Spinvis, maakte het album grotendeels tijdens de lockdown die volgde op de uitbraak van de coronacrisis in 2020. Voor de speciale uitgave ontwierp hij ook een prentenboek over de afgelopen twintig jaar Spinvis. In augustus 2020 verscheen al Scherven van jou, een EP met een drietal nummers dat later ook verscheen op 7.6.9.6.
Het album kwam op 10 oktober 2020 binnen op de eerste plek van de Album Top 100 en op de achtste plek van de Vlaamse Ultratop 200. 

## Tracklisting
| Nr. | Titel                                           | Duur |
| --- | ----------------------------------------------- | ---- |
| 1.  | Ze Slapen                                       | 5:07 |
| 2.  | Stuntman                                        | 4:94 |
| 3.  | Paon                                            | 4:07 |
| 4.  | Picasso                                         | 3:56 |
| 5.  | Scherven Van Jou                                | 4:25 |
| 6.  | 7.6.9.6.                                        | 4:00 |
| 7.  | Niet Vandaag                                    | 4:36 |
| 8.  | Hollywood                                       | 3:35 |
| 9.  | Parel                                           | 4:34 |
| 10. | Soms Breekt Er Een Hart, Soms Blaft Er Een Hond | 3:10 |
| 11. | Verzonnen Man                                   | 4:02 |
| 12. | Een Reden                                       | 3:18 |
| 13. | Je Begrijpt Het Bijna                           | 4:37 |
| 14. | Nogensinde                                      | 3:01 |